# Patch (court métrage)
Pour plus de détails, voir Fiche technique et Distribution.
Patch est un court métrage d'animation germano-suisse réalisé par Gerd Gockell, sorti en 2014. Il remporte le prix spécial du jury pour un court métrage au festival international du film d'animation d'Annecy 2014.

## Synopsis
À travers une série d'œuvres abstraites, le film dépeint les tensions entre l'abstrait et le figuratif.

## Fiche technique
- Titre : Patch
- Réalisation : Gerd Gockell
- Scénario : Ute Heuer
- Musique : Phil McCammon
- Montage : Gerd Gockell
- Animateur : Gerd Gockell et Ute Heueur
- Producteur : Gerd Gockell
- Production : Anigraf
- Pays :  Allemagne et  Suisse
- Durée : 3 minutes et 20 secondes
- Date de sortie :
  -  Allemagne : 21 mars 2014
  -  France : 10 juin 2014

## Récompenses et distinctions
En 2014, le film reçoit le prix spécial du jury pour un court métrage au Festival international du film d'animation d'Annecy.